# Шоуранер

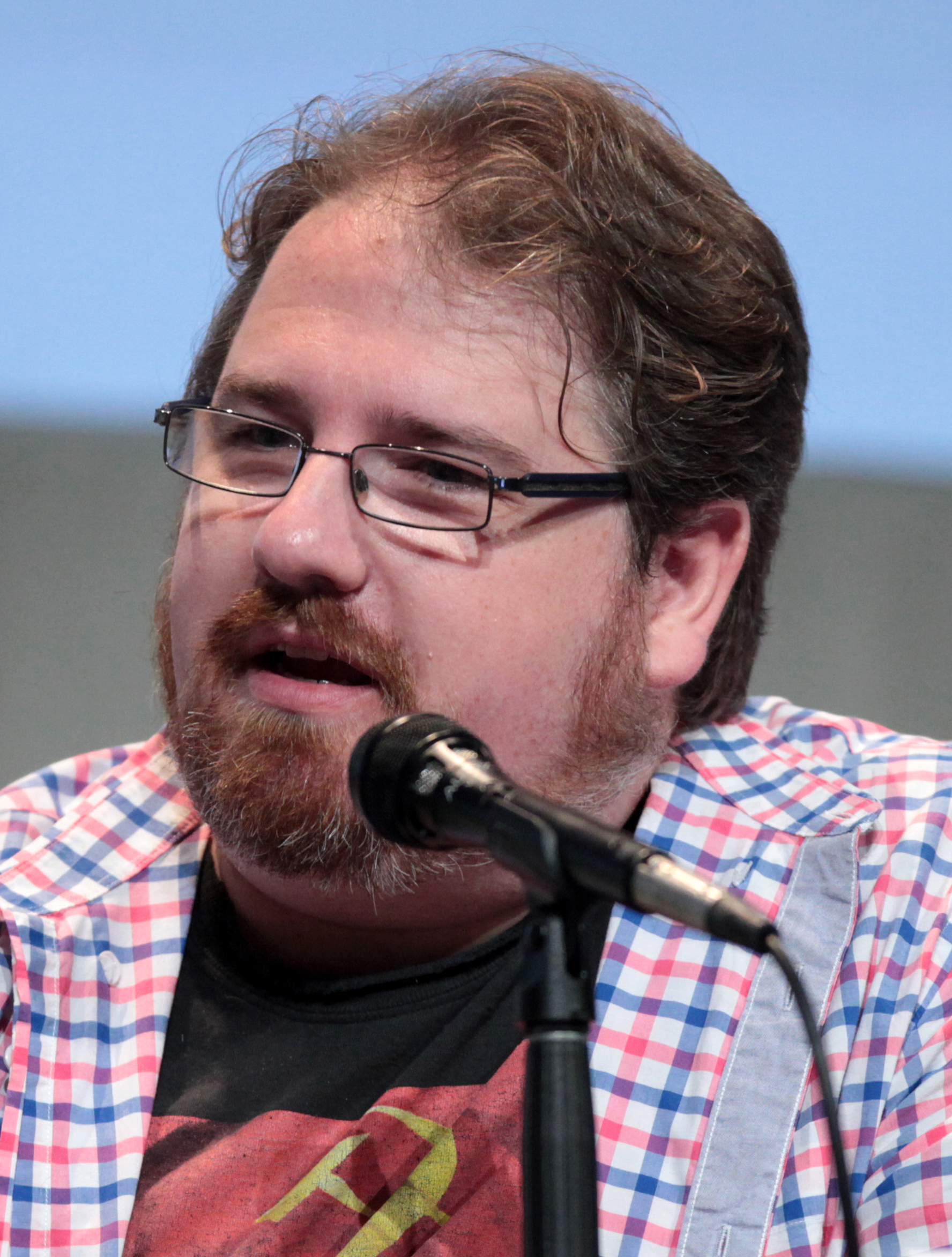
Ендрю Дабб, шоуранер серіалу «Надприродне» з 12 сезону

Шоуранер (англ. showrunner) — термін в американському телебаченні, що українською означає виконавчий продюсер, який відповідає за основний напрямок і розвиток проєкту. Шоуранер зазвичай поєднує обов'язки сценариста, виконавчого продюсера й редактора сценаріїв. На відміну від кінематографа, де творчий контроль знаходиться в руках режисерів, шоуранер за статусом завжди вищий за телевізійних режисерів.
Часто виступає як творець серіалу, хоча й не завжди. У тривалих серіалах трапляється, що протягом великої кількості років шоуранери змінюються. Серед таких прикладів можна відзначити «Закон і порядок», «Швидка допомога», «Сімпсони», «Західне крило», «Зоряний шлях: Наступне покоління», «Поліція Нью-Йорка» і «Надприродне», «Доктор Хто». Відомими шоуранерами є Стівен Бочко, Джефрі Джейкоб Абрамс, Чак Лоррі, Мара Брок Акіл, Кевін Вільямсон, Білл Лоуренс, Деймон Лінделоф, Сет Мак-Фарлейн, Раян Мерфі і Стівен Моффат.